# گنبد قبرستان
گنبد قبرستان مربوط به سده‌های میانه دوران‌های تاریخی پس از اسلام است و در شهرستان گچساران، بخش مرکزی، دهستان امامزاده جعفر، روستای آب شیرین، ۲ کیلومتری قدمگاه امام علی (ع) واقع شده و این اثر در تاریخ ۶ اسفند ۱۳۸۵ با شمارهٔ ثبت ۱۷۵۴۰ به‌عنوان یکی از آثار ملی ایران به ثبت رسیده است.